# Граф Сассекс

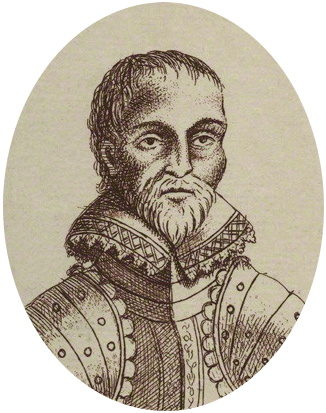
Генри Радклифф, 2-й граф Сассекс (1507—1557)

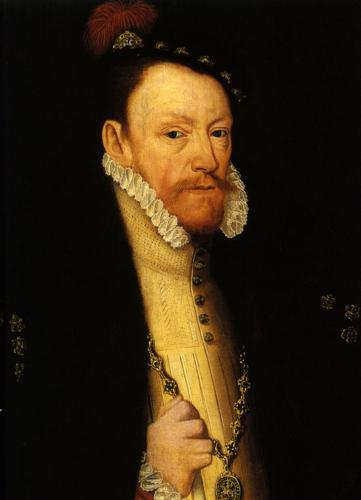
Томас Радклифф, 3-й граф Сассекс (1525—1583)

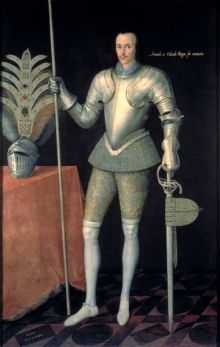
Роберт Радклифф, 5-й граф Сассекс (1573—1629)

Граф Сассекс — аристократический титул, созданный несколько раз в системе пэрства Англии и пэрства Великобритании. Ранее графы Арундел (до 1243 года) часто носили титул графов Сассекс.

## История
В пятый раз титул графа Сассекса был создан в 1717 году в системе пэрства Великобритании для Толбота Йелвертона, 2-го виконта Лонгвиля (1690—1731). Семья Йелверстон происходит от сэра Кристофера Йелвертона (1536—1612), спикера Палаты общин (1597—1598). Его внук и тёзка, Кристофер Йелвертон (1602—1654), спикер Палаты общин (1640—1648), в 1641 году получил титул баронета из Истон Модит в графстве Нортгемптон в Баронетстве Англии. Его сменил его сын, сэр Генри Йелвертон, 2-й баронет (1633—1670). Он женился на Сьюзен де Лонгвиль, 13-й баронессе Грей из Ратина (1634—1676). Их старший сын, Чарльз Йелверстон (1657—1679), унаследовал титулы баронета (1670) и барона (1676). Тем не менее, он умер молодым, ему наследовал его младший брат, Генри Йелверстон, 15-й барон Грей из Ратина (ум. 1704). 21 апреля 1690 года для него был создан титул виконта Лонгвиля в звании пэра Англии. Его сын, вышеупомянутый Талбот Йелверстон, 2-й виконт Лонгвиль, получил в 1717 году титул графа Сассекса. Ему наследовали его сыновья, Джордж Огастес Йелверстон, 2-й граф Сассекс (1727—1758), и Генри Йелверстон, 3-й граф Сассекс (1728—1799).
В 1799 году после смерти Генри Илвертона титулы баронета из Истон Модит, виконта Лонгвиля и графа Сассекса прервались. Титул барона Грея из Ратлина унаследовал его внук, Генри Эдвард Илвертон, 19-й барон Грей из Ратина (1780—1810), сын его дочери леди Барбары Илвертон (1760—1781) и полковника Эдварда Торонтона Гулда (ум. 1830).

## Графы Сассекс, первая креация (1282)
- 1282—1305: Джон де Варенн, 1-й граф Сассекс (1231 — 27 сентября 1305), единственный сын Уильяма де Варенна, 5-го графа Суррея, и Мод Маршал;
- 1305—1347: Джон де Варенн, 2-й граф Сассекс (30 июня 1286 — июнь 1347), сын Уильяма де Варенна (1256—1286) и Джоан де Вер, внук предыдущего.

## Графы Сассекс, вторая креация (8 декабря 1529)
- 1529—1542: Роберт Радклифф, 1-й граф Сассекс (ок. 1483 — 27 ноября 1542), единственный сын Джона Радклиффа, 9-го барона Фицуолтера (1452—1496), от второго брака;
- 1542—1557: Генри Рэдклифф, 2-й граф Сассекс (1507 — 17 февраля 1557), старший сын предыдущего от первого брака с Элизабет Стаффорд;
- 1557—1583: Томас Рэдклифф, 3-й граф Сассекс (ок. 1525 — 9 июня 1583), старший сын предыдущего от первого брака с Элизабет Говард;
- 1583—1593: Генри Рэдклифф, 4-й граф Сассекс (10/14 декабря 1532 — 19 января 1593), второй сын 2-го графа Сассекса от первого брака с Элизабет Говард, младший брат предыдущего;
- 1593—1629: Роберт Рэдклифф, 5-й граф Сассекс (12 июня 1573 — 22 сентября 1629), единственный сын предыдущего;
- 1629—1643: Эдвард Рэдклифф, 6-й граф Сассекс[англ.] (1559 — август 1643), двоюродный брат предыдущего, сын сэра Хамфри Радклиффа (1508/1509 — 1566), второго сына Роберта Радклиффа, 1-го графа Сассекса.

Вспомогательные титулы: Виконт Фицуолтер (1525 год), барон Фицуолтер (1295 год)

## Барон Сэвил из Понтефракта (1628)
- 1628—1630: Джон Сэвил, 1-й барон Сэвил из Понтефракта (1556 — 31 августа 1630), сын сэра Роберта Сэвила (ум. 1585) из Баркстона в Линкольшире;
- 1630—1659: Томас Сэвил, 2-й барон Сэвил из Понтефракта (14 сентября 1590 — ок. 1659), единственный сын предыдущего от второго брака, граф Сассекс с 1644 года.

## Графы Сассекс, третья креация (25 мая 1644)

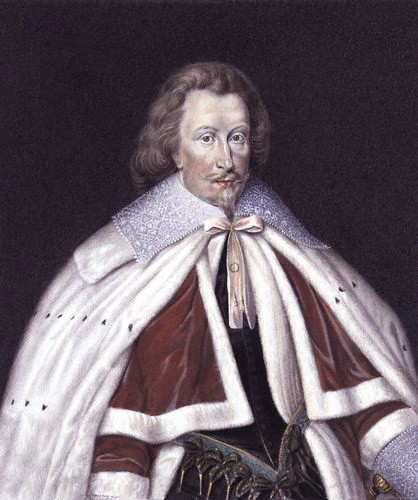
Томас Сэвил, 1-й граф Сассекс (1590—1659)

- 1644—1659: Томас Сэвил, 1-й граф Сассекс (1590—1659), сын Джона Сэвила, 1-го барона Сэвила из Понтефракта (1556—1630) от второго брака;
- 1659—1671: Джеймс Сэвил, 2-й граф Сассекс (1647 — октябрь 1671), единственный сын предыдущего.

Вспомогательные титулы: виконт Сэвил (1628), барон Каслбар (1628).

## Графы Сассекс, четвертая креация (5 октября 1674)
- 1674—1715: Томас Леннард, 1-й граф Сассекс (13 мая 1654 — 30 октября 1715), сын Фрэнсиса Леннарда, 14-го барона Дакр (1619—1662), женат на Анной Пальмер (1661—1722), вероятной внебрачной дочери английского короля Карла II Стюарта от связи с Барбарой Вильерс.

Вспомогательный титул: Барон Дакр (1321).

## Баронеты Йелвертон из Истон Модит (1641)
- 1641—1654: Сэр Кристофер Йелвертон, 1-й баронет (27 марта 1602 — 4 декабря 1654), сын Генри Илвертона;
- 1654—1670: Сэр Генри Йелвертон, 2-й баронет (6 июля 1633 — 3 октября 1670), сын предыдущего;
- 1670—1679: Сэр Чарльз Йелвертон, 3-й баронет (21 августа 1657 — 17 мая 1679), старший сын предыдущего, 14-й барон Грей из Ратина с 1676 года.

## Бароны Грей из Ратина (1324)
- 1676—1679: Чарльз Йелвертон, 14-й барон Грей из Ратина (21 августа 1657 — 17 мая 1679), старший сын сэра Генри Йелверстона, 2-го баронета (1633—1670);
- 1679—1704: Генри Йелвертон 15-й барон Грей из Ратина (ок. 1664 — 24 марта 1704), младший брат предыдущего, виконт Лонгвиль с 1690 года.

## Виконты Лонгвиль (1690)

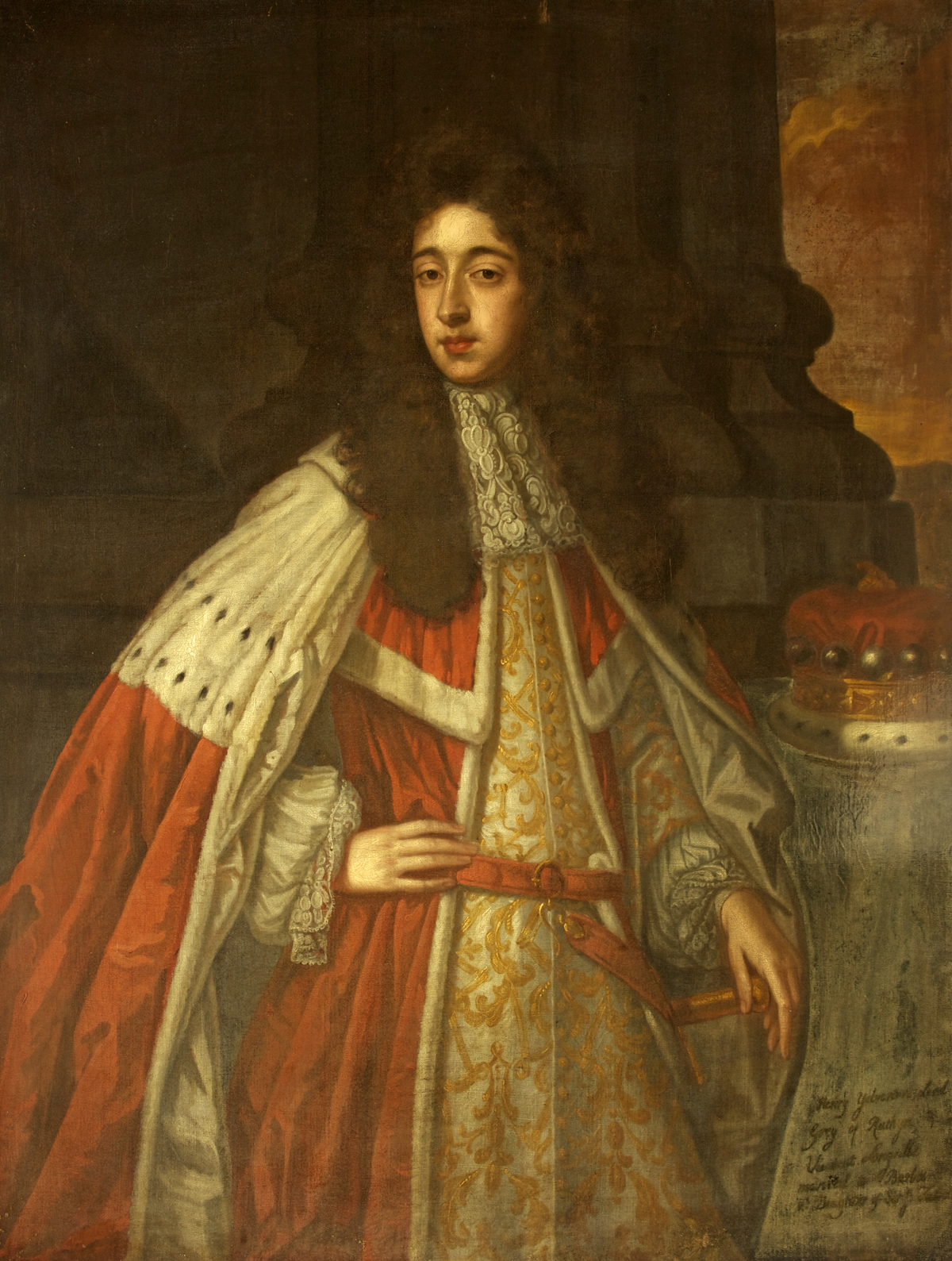
Генри Йелвертон, 1-й виконт Лонгвиль (1664—1704)

- 1690—1704: Генри Йелвертон, 1-й виконт Лонгвиль (ок. 1664 — 24 марта 1704), сын сэра Генри Йелверстона, 2-го баронета (1633—1670);
- 1704—1731: Талбот Йелвертон, 2-й виконт Лонгвиль (2 мая 1690 — 27 октября 1731), сын предыдущего, граф Сассекс с 1717 года.

## Графы Сассекс, пятая креация (26 февраля 1717)
- 1717—1731: Толбот Йелвертон, 1-й граф Сассекс (2 мая 1690 — 27 октября 1731), сын Генри Йелверстона, 1-го виконта Лонгвиля (ум. 1704);
- 1731—1758: Джордж Огастес Йелвертон, 2-й граф Сассекс (27 января 1727 — 8 января 1758), старший сын предыдущего;
- 1758—1799: Генри Йелвертон, 3-й граф Сассекс (7 июля 1728 — 22 апреля 1799), младший брат предыдущего.

## Графы Сассекс, шестая креация (24 мая 1874)

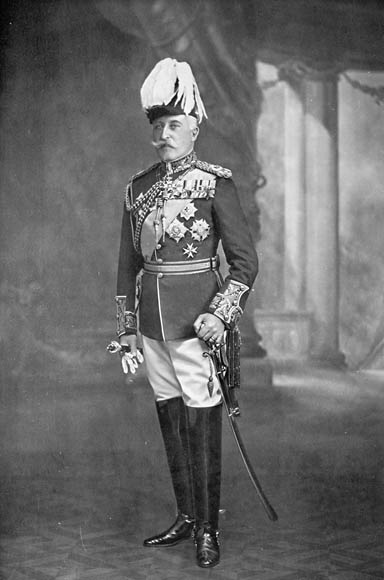
Принц Артур, 1-й герцог Коннаутский и Страхарнский, 1-й граф Сассекс (1850—1942)

- 1874—1942: Принц Артур, 1-й герцог Коннаутский и Страхарнский, 1-й граф Сассекс (1 мая 1850 — 16 января 1942), третий сын королевы Великобритании Виктории и Альберта Саксен-Кобург-Готского;
  - Принц Артур Коннаутский (13 января 1883 — 12 сентября 1938), единственный сын предыдущего;
- 1942—1943: Принц Аластер Артур Виндзор, 2-й герцог герцог Коннаутский и Страхарнский, 2-й граф Сассекс (9 августа 1914 — 26 апреля 1943), единственный сын предыдущего.